# トマス・ポウィス (第4代リルフォード男爵)

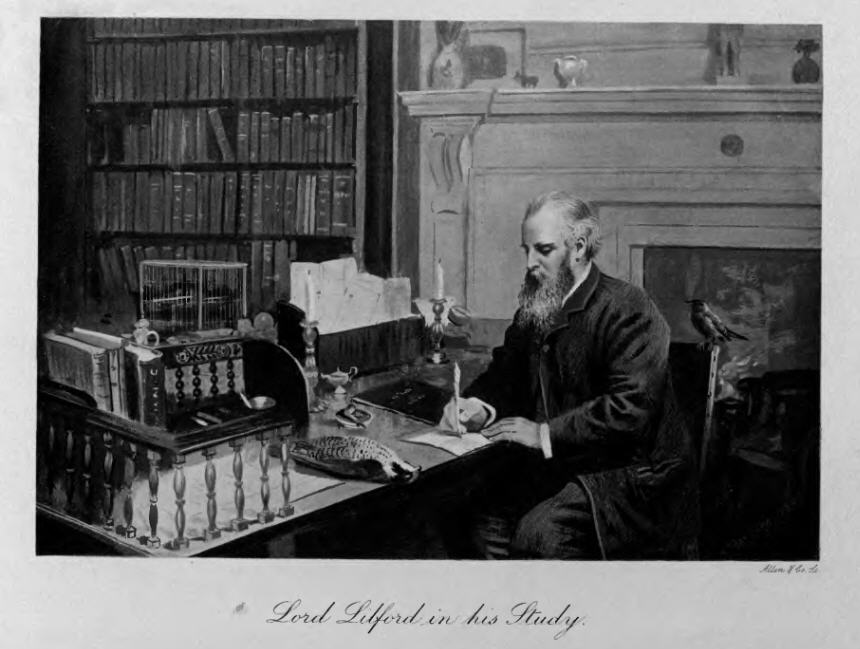
第4代リルフォード男爵の写真、1903年出版。

第4代リルフォード男爵トマス・リトルトン・ポウィス（英語: Thomas Littleton Powys, 4th Baron Lilford FLS FZS、1833年3月18日 メイフェア – 1896年6月17日 リルフォード）は、グレートブリテン貴族。鳥類学への興味で知られ、1867年から1896年までイギリス鳥学会会長を務めた。

## 生涯
第3代リルフォード男爵トマス・アザートン・ポウィスと妻メアリー・エリザベス（Mary Elizabeth、旧姓フォックス（Fox）、1806年2月19日 – 1891年12月7日、第3代ホランド男爵ヘンリー・リチャード・ヴァサル＝フォックスと妻エリザベスの間の娘）の長男として、1833年3月18日にメイフェアのグレート・スタナップ・ストリート14号（14 Great Stanhope Street）で生まれた。1843年から1848年までバークスウェルで教育を受けた後、1848年から1850年までハーロー校に通い、1850年夏に家庭教師とともにローザンヌを訪れた。1851年6月12日にオックスフォード大学クライスト・チャーチに入学したが、学位は修得しなかった。
ハーロー校在学中に動物を飼い始め、動物に関する論文をはじめて書いた。大学在学中には動物の大群を飼うに至り、以降も動物研究のために各地を旅した。1852年にロンドン動物学会フェローに選出された後、1853年にシリー諸島、ウェールズ、アイルランドを旅してタカ使いのエドワード・クロウ・ニューコム（Edward Clough Newcome）と知り合い、のちに自身もタカを飼うようになった。1856年から1858年までハーキュリーズ・ローリー閣下（Hon. Hercules Rowley、1828年6月19日 – 1904年3月20日、第2代ラングフォード男爵ハーキュリーズ・ローリーの次男）とともにヨットで地中海を旅し、1859年に帰国した。1862年3月、ロンドン・リンネ協会フェローに選出された。
1861年3月15日に父が死去すると、リルフォード男爵位を継承した。貴族院でははじめ自由党に属したが、1874年に保守党に転じた。
1883年時点でノーサンプトンシャーに7,998エーカーの、ランカシャーに7,552エーカーの、ハンティンドンシャーに4エーカーの領地を所有し、合計で年収26,398ポンド相当だった。
1858年にイギリス鳥学会の創設者の1人になり、1867年3月に会長に就任した。1864年から1882年まで度々スペインと地中海を訪れ、アカハシカモメを再発見したほか、友人のハワード・アービーとともにスペインにおける鳥類学の先駆者の1人とされた。しかし、1882年に長男が、1884年に妻が死去すると、リルフォード男爵は深く悲しみ、持病のくる病が悪化してしまった。
1876年にノーサンプトンシャー自然史学会（Northamptonshire Natural History Society）の初代会長に就任した。
1896年6月17日にリルフォードで死去、20日にノーサンプトンシャーのエイチャーチで埋葬された。息子ジョンが爵位を継承した。

## 著作
- Powys, Baron Lilford, Thomas Littleton; Salvin, Osbert; Newton, Alfred (1885). Coloured Figures of the Birds of the British Islands (英語).
  - 1885年から1897年にかけてロンドンで出版、全7巻[3]
- Powys, Baron Lilford, Thomas Littleton (1895). Notes on the Birds of Northamptonshire and Neighbourhood (英語).
  - 全2巻、ロンドンで出版[3]

## 家族

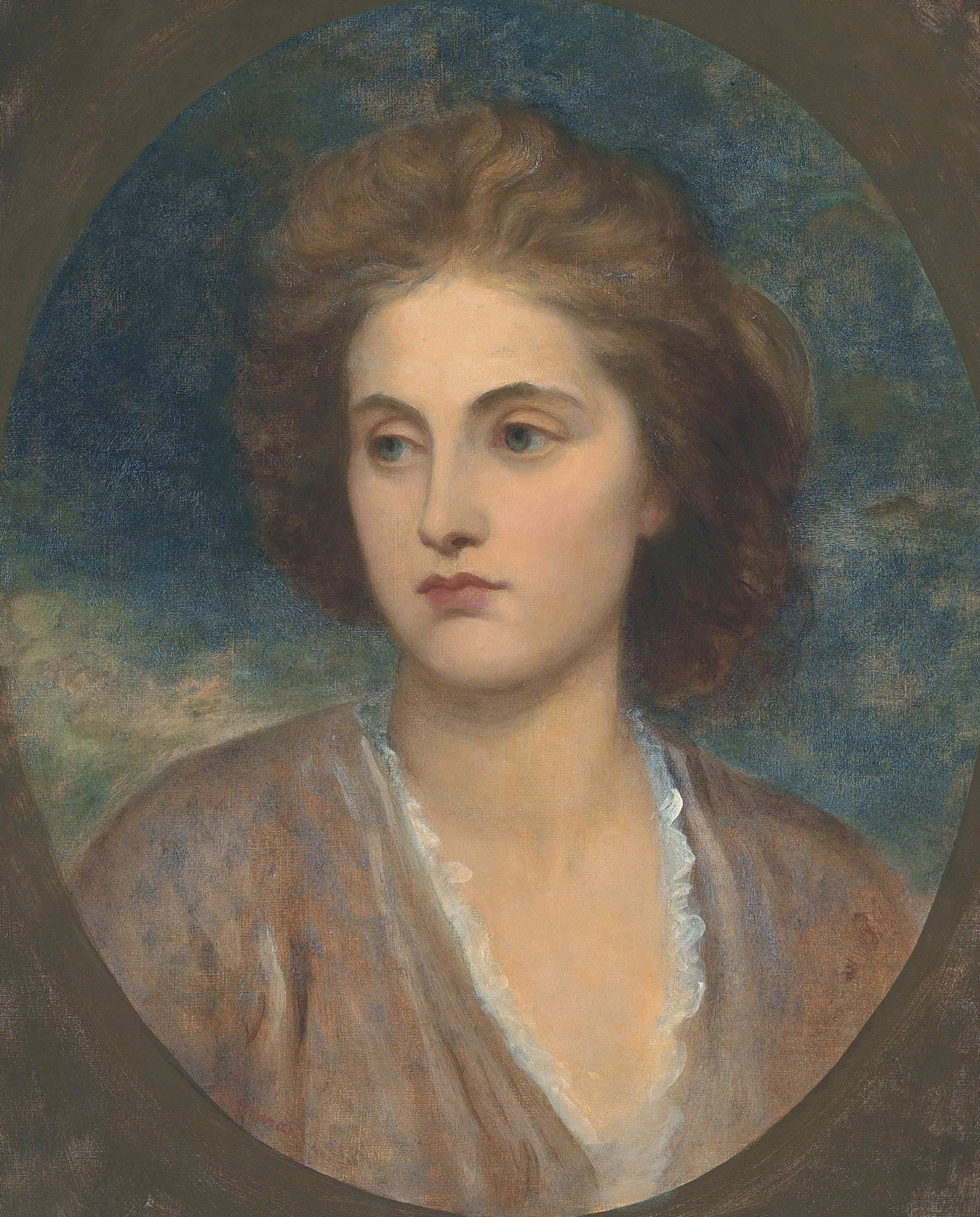
リルフォード男爵夫人エマ・エリザベス、ジョージ・フレデリック・ワッツ画。

1859年6月14日、エマ・エリザベス・ブランドリング（Emma Elizabeth Brandling、1884年7月9日没、ロバート・ウィリアム・ブランドリングの娘）と結婚、3男をもうけた。
- トマス・アザートン（1861年4月5日 – 1882年11月22日） - 1875年から1878年までイートン・カレッジで教育を受けた。生涯未婚[2]
- ジョン（英語版）（1863年1月12日[6] – 1945年） - 第5代リルフォード男爵[7]
- スティーブン（英語版）（1869年3月8日[6] – 1949年） - 第6代リルフォード男爵[7]

1885年7月21日、クレメンティナ・ジョージナ・ベイリー＝ハミルトン（Clementina Georgina Baillie-Hamilton、1839年 – 1929年4月7日、カー・ベイリー＝ハミルトンの次女）と再婚した。